# کاواساکی کی‌دی‌ای-۳
کِی‌دی‌اِی-۳ (به انگلیسی: KDA-3) یک هواگرد بال‌چتری تک‌موتوره تک‌سرنشین ساخت شرکت کاواساکی در امپراتوری ژاپن بود که نخستین پرواز خود را سال ۱۹۲۸ انجام داد. این هواگرد مورد پذیرش نیروی زمینی امپراتوری ژاپن قرار نگرفت و از مرحله پیش‌نمونه فراتر نرفت.

## طراحی و کاربرد
نیروی زمینی امپراتوری ژاپن ماه مارس سال ۱۹۲۷ به سه شرکت میتسوبیشی، ناکاجیما و کاواساکی دستور داد در رقابت با یکدیگر تا ماه آوریل ۱۹۲۸ طرحی از یک جنگنده برای جایگزینی گونه‌های قدیمی‌تر ارائه کنند. هر سه شرکت از طراحان آلمانی و فرانسوی بدین منظور استفاده کردند.
مهندس آلمانی ریشارت فوگت هواگردی موسوم به «کِی‌دی‌اِی-۳» را برای شرکت کاواساکی طراحی کرد. این هواگرد، همانند دو رقابت‌کنندهٔ دیگر پیکربندی بال‌چتری داشت. طراحی آن بر پایه جنگنده دورنیه دوها قرار گرفت. به هر صورت تفاوت‌های اساسی بین آن‌ها وجود داشت. هر دو ساختاری تمام‌فلزی با تقویت‌کننده‌های طولی بیرونی داشتند اما بال‌های دوها خود ایستا بودند و بر روی چهارپایه در مرکز قرار داشتند؛ درحالی‌که کی‌دی‌ای-۳ دو جفت مهار N شکل در مرکز و دو مهار مورب موازی تا نزدیکی مرکز بال‌ها داشت. ارابه‌های فرود مشابه هم بودند. در کی‌دی‌ای-۳ از سطوح هدایت تعادل‌شاخی به جای دم دوها استفاده شد. خلبان در اتاقک سر باز می‌نشست.
پیش‌نمونهٔ نخست کِی‌دی‌اِی-۳ نیرومحرکه خود را از موتور ب‌ام‌و ۶ با توان ۴۵۰ اسب بخار می‌گرفت. ساخت این هواگرد ماه مارس سال ۱۹۲۸ تکمیل شد. هواگرد روز ۱ آوریل هنگام فرود در کاگامیگاهارا دچار سانحه شد و ارابه فرود آن آسیب دید. در پیش‌نمونه‌های دوم و سوم از موتور هیسپانو-سوایتسا با توان ۴۵۰ اسب بخار استفاده شد که کاواساکی از پیش از شرکت دورنیه وارد کرده بود. پوسته موتور و دُم هواگرد هم تغییراتی کرد. هر دو هواگرد ماه مه سال ۱۹۲۸ تکمیل شدند. پس از انجام رضایت‌بخش پروازهای آزمایشی در شرکت، هواگردها به توکوروزاوا فرستاده شدند تا مورد ارزیابی نیروی زمینی قرار گیرند.
نخستین هواگردی که ارزیابی شد نمونه میتسوبیشی بود. سازه این هواگرد در میانه یک شیرجه از هم گسیخته شد. این اتفاق سبب گشت آزمایش‌های بیشتر بر ایده جنگنده‌های بال‌چتری متوقف شود. از پیش‌نمونه‌های کاواساکی، ناکاجیما و میتسوبیشی صرفاً برای آزمایش استحکام ساختاری بر روی زمین استفاده شد. نتیجه آزمایش‌ها نشان‌گر این بود که نمونه ناکاجیما بهترین مورد است اما هیچ‌یک مشخصات مورد نیاز را برآورده نمی‌کنند؛ در نتیجه هر سه رد شدند.
کاواساکی بعداً خود از پیش‌نمونه کی‌دی‌ای-۳ برای آزمایش‌های بیشتر استفاده کرد. یکی از پیش‌نمونه‌های ثانویه به دانشکده موتور هواگرد برای استفاده آموزشی اهدا شد.

## مشخصات فنی
مشخصات عمومی
- خدمه: ۱ نفر
- طول: ۸٫۸۵ متر
- ارتفاع: ۳ متر
- طول بال: ۱۲٫۶ متر
- مساحت بال: ۲۵ متر مربع
- وزن خالی: ۱٬۳۵۰ کیلوگرم
- وزن بارگذاری‌شده: ۱٬۹۵۰ کیلوگرم
- بار بر بال: ۷۸ کیلوگرم بر متر مربع
- نیرومحرکه: ۱ × موتور وی‌شکل ۱۲ سیلندر ب‌ام‌و ۶ خنک شونده با آب: ۶۳۰ اسب بخار
- نسبت وزن به توان: ۳٫۹ کیلوگرم بر اسب بخار
- پیش‌ران: ملخ دو تیغه چوپی

عملکرد
- حداکثر سرعت: ۱۵۳ گره (۲۸۰ کیلومتر بر ساعت)
- سرعت اوج‌گیری: ۵٬۰۰۰ در ۱۲ دقیقه
- سقف پرواز: ۹٬۰۰۰ متر

تسلیحات
- ۲ × مسلسل ۷٫۷ میلی‌متری ثابت رو به جلو